# Crichtonsaurus
Crichtonsaurus — рід птахотазових динозаврів родини анкілозаврових (Ankylosauridae). Цей динозавр існував наприкінці крейдяного періоду (98—90 млн років тому) в Азії. Описано два види, рештки яких знайдені у 1999 р. у провінції Ляонін у Китаї.
Динозавр названий на честь Майкла Крайтона, автора книги «Парк Юрського періоду».

## Опис
Наземний чотириногий Crichtonsaurus був приземкуватим, про що свідчить коротка довжина плечової та стегнової кісток. У 2010 році Грегорі С. Пол оцінив довжину тіла зразків Crichtonsaurus bohlini у 3,5 метри, а їхню вагу — у пів тонни. Невідомо чи мав Crichtonsaurus хвостову булаву, що могла бути унікальною рисою підродини Ankylosaurinae.